# Виндикаторы 3: Возвращение концесветника
«Виндикаторы 3: Возвращение концесветника» (англ. Vindicators 3: The Return of Worldender) — четвёртый эпизод третьего сезона американского мультсериала «Рик и Морти». Сценарий к эпизоду написали Сара Карбинер и Эрика Росби, а режиссёром выступил Брайан Ньютон.
Премьера эпизода состоялась 13 августа 2017 года в блоке Adult Swim на Cartoon Network. Эпизод посмотрели около 2,7 миллиона зрителей во время выхода в эфир.

## Сюжет
Морти заключает сделку с Риком, в которой он может выбрать каждое десятое приключение, чтобы ответить на призыв Виндикаторов о помощи, которые ранее работали с ними. Когда группу информируют об опасностях Губителя миров, раздражённый Рик прерывает их, чтобы оскорбить супергероев Сверхновую, Миллион Муравьёв, Крокобота, Алана Рельса и Вэнса Максимуса. Единственный Виндикатор, которого тот не оскорбляет, — это Нуб-Нуб. На встрече Морти расстроен, обнаружив, что Виндикаторы встретились для второго приключения, в которое Рик и Морти не были приглашены.
На следующее утро Виндикаторы прибывают в комнату для брифингов и обнаруживают Рика без сознания в луже поноса. Нуб-Нуб остаётся, чтобы убрать за ним, в то время как остальная часть команды уходит, чтобы победить Губителя миров. Когда Рик просыпается, он уничтожает автотурель, которая стреляла по команде. Вскоре они находят Губителя миров и его приспешников уже убитыми. Опускается большой экран, на котором пьяный Рик начинает монолог.
Вдохновлённый фильмом «Пила», Рик поставил Виндикаторам выполнить первую загадку с условием: если они уйдут или проиграют, их убьют. Вэнс пытается выйти через вентиляционный проход с ловушками, которые жестоко убивают его. Когда Алан угрожает убить Рика, Морти говорит, что он решил первую загадку, в которой описания должны соответствовать каждому Виндикатору. Любое описание подходит к каждому, поскольку, по мнению Рика, все они функционально одинаковы.
Вторая загадка — выбрать место на карте, о котором Виндикаторы отказываются говорить. Крокобот убит из-за неправильной догадки Дориана 5, планеты, жителей которой истребила команда, но Морти понимает, что решение — это Израиль, который Рик обсуждает в пьяном виде. В третьей головоломке команда пытается забить баскетбольные трёхочковые броски, в то время как Морти стремится обезвредить нейтрино бомбу. Однако вспыхивает спор по поводу прошлых отношений Суперновы с Рельсом и Миллионом Муравьёв. Супернова останавливает битву между Рельсом и Миллионом Муравьёв с помощью силового поля, которое убивает Алана.
Последняя загадка — разместить на платформе единственную часть Виндикаторов, которую ценит Рик. Рик думает, что это Морти, который стоит на платформе, и его переносят в камеру, предназначенную для Нуб-Нуба, где Рик на видео говорит, как сильно он ценит Нуб-Нуба. Вернувшись в логово, Сверхновая убивает Миллион Муравьёв, но не может убить Рика из-за вечеринки, запланированной пьяным Риком, на которой выступает Logic.
В сцене после титров Шестерёнкоголовый пытается использовать жилет Виндикаторв, чтобы забрать несколько девочек-подростков, но когда происходит террористическая атака инопланетян, он убегает, затем спотыкается и падает, разбиваясь на части.

## Отзывы
Джесси Шедин из IGN оценил эпизод на 8,5/10, высоко оценив «забавные повороты» и юмористическую динамику между трезвым Риком и пьяным Риком. Шедин похвалил, что финал разрушил прошлый образец того, как Рик проявлял искреннюю привязанность в пьяном виде. Стив Грин IndieWire дал эпизоду оценку B, найдя эпизод развлекательным отчасти, хотя думал, что он слишком похож на «Анатомический парк» из первого сезона. Он похвалил приглашённых звёзд «Виндикаторов», одобрив «приятный кусочек неверного направления» в персонаже Слейтера, убитого первым. Жак Шеперд из The Independent нашёл эпизод «одним из самых смешных и безумных приключений», похвалив в нём использование реплик супергероев.